# Selección de fútbol para ciegos de España
La Selección de fútbol para ciegos de España, es la selección masculina representativa de España de fútbol 5, en su modalidad adaptada para personas ciegas o con deficiencias visuales, conocido como fútbol para ciegos.
Jugadores
En la convocatoria aparecen 10 jugadores, dos porteros videntes y 8 jugadores de campo. Se mantiene la columna vertebral del equipo que tan buenos resultados dio en competiciones anteriores:  Adolfo Acosta, Vicente Aguilar, Antonio Martín y Miguel Ángel Sánchez.
Porteros:

·Pedro Gutiérrez (BNFIT Once Madrid). Madrileño de 32 años. Lleva 10 jugando al fútbol para ciegos aunque al no ser una actividad profesional tiene que hacer malabarismos para compatibilizar trabajo y selección. Debutó con la selección en el Europeo de Loarno 2013 logrando el oro. Es un portero muy ágil bajo los palos y con buenos reflejos, de tremenda potencia y rapidez.
·Sergio Rodríguez (BNFIT Once Madrid). Madrileño de 31 años. Debutó en el Mundial de Tokyo 2014 con una medalla de bronce. Portero de gran envergadura, con gran visión de juego, buenos reflejos y muy ordenado a la hora de guiar a sus compañeros.
Jugadores de campo:
·Adolfo Acosta (BNFIT Once Madrid). De Gran Canaria. 37 años. Compatibiliza el trabajo de venta de cupón de la ONCE con el fútbol ya que no es deporte profesional. Se quedó ciego a los 12 años por una enfermedad degenerativa y con 15 comenzó a jugar. Máximo goleador en Liga (42 goles), con una técnica asombrosa, uno de los jugadores más polifacéticos de la selección, con una gran conducción y tremenda pegada ambidextra.
·Iván López Cuenca (Alicante). 25 años. Perdió la vista en 2013 a causa de un glaucoma. “El fútbol fue lo que me hizo salir adelante”. Jugador corpulento (1,90 metros) y con mucho fondo físico, seguro y rápido conduciendo el balón. Aporta mucho peligro con sus llegadas al campo rival, sobre todo, tras robar al contrario.
·Sergio Alamar (Alicante). 17 años. Está estudiando bachillerato. Los expertos le señalan como el Iniesta del fútbol para ciegos. Es su primer Mundial y lleva jugando al fútbol con la selección solo dos años. Perdió la visión a los 11 años por una enfermedad degenerativa. “El fútbol es el deporte que más feliz me hace, me da libertad”. Es el más joven del equipo. Rápido en la conducción y con mucha habilidad. Su energía a raudales, sus ganas de balón y el ser atrevido hacen que sea un firme candidato a convertirse en uno de los mejores jugadores de España.
·Javier Muñoz Pérez (Tarragona), 31 años. Perdió la visión debido a un desprendimiento de retina del ojo derecho a los 3 y luego el otro. Aporta un trabajo defensivo importante en campo propio y en el entendimiento del rival. Muy orientado y destructor nato de los ataques del contrario. Por su complexión alta y fuerte y por sus características lo comparan con Fernando Hierro.
·Vicente Aguilar (Valencia). 48 años. El más veterano de la selección. En 1985 jugó su primer torneo internacional . Jugador fuerte y con veteranía.
·Antonio Jesús Martín Gaitán ‘El Niño’ (ONCE Málaga) 36 años.. Artillero del Málaga. Suma más de dos décadas en la élite del fútbol español. Perdió la visión a los 4 años por una negligencia médica, aprendió a manejar el balón conduciéndolo junto a una barandilla. Con 12 años comienza a vestir la camiseta del Málaga con la que ya suma 10 títulos de Liga, acompañado de una inigualable trayectoria en las filas de la selección española desde su debut en 1999, con apenas 16 años. Sus 4 operaciones en la rodilla no frenan la ilusión de seguir mejorando. En 2005, se convirtió en el primer español en ser nombrado por la UEFA como mejor jugador de la temporada. Posee un gran olfato goleador propio de un delantero de élite. Jugador con gran pegada, letal con su pierna derecha ya sea en jugada, desde penalti o doble penalti. Muy competitivo y con mucha presencia en el campo. Fue crucial en la consecución del título liguero con el ONCE Málaga anotando 40 goles. Ha marcado 54 con la selección. “Para mí el fútbol es la vida porque es un deporte que se juega en equipo, que aporta valores y da a las personas ciegas herramientas útiles para su vida diaria”.
·Youssef el Haddaoui (Tarragona), 28 años. Debido a un glaucoma congénito se quedó ciego a los 10 años. “Cuando tengo el balón solo pienso en meter gol”.Futbolista polifacético, con un gran oído que le hace muy bueno en la recepción y en el corte de balón. Portento físico con un aguante brutal y con un tiro potente ya sea en movimiento o a balón parado.
·Miguel Ángel Sánchez,”Miki” (BNFIT Once Madrid) Menorquín. Uno de los jugadores más jóvenes de la selección nacional . Debuta en competición internacional de alto nivel tras quedarse ciego hace dos años. Militó ocho años en las categorías inferiores del Menorca CD y apenas lleva un año jugando al fútbol para ciegos.
Cuerpo técnico:
·Entrenador: Jesús Bargueiras
·Segundo entrenador: Miguel Ángel Becerra
·Guía: Ceferino Sánchez. Portero del equipo ONCE Málaga y en la competición será el guía que dirigirá al equipo detrás de la portería.
·Preparador físico: Sergio Cano
·Servicio médico: Mauricio Tejada, Sergio Gómez y Alejandro Giménez.
- Datos: Q62006188